# Bescanuova
Bescanuova (in croato Baška; in tedesco Weschke) è un comune di 1.668 abitanti dell'isola di Veglia nella regione litoraneo-montana in Croazia.
Nota come località di villeggiatura, possiede una vasta spiaggia di ciottoli e un vasto panorama dal crinale su cui si estende. Dalla città partono sentieri che la collegano con altri centri dell'isola.

## Storia
Il primo insediamento fu quello romano, nel 1380 i Veneziani la bruciarono nel corso di una battaglia e nel 1525 nacque nuovamente sul bordo del mare, dove ancora oggi si possono notare le file di case, ben conservate, con le facciate collegate l'una all'altra.
A Bescanuova nel 1851 è stata ritrovata la cosiddetta lapide di Bescanuova, una delle prime opere in alfabeto glagolitico risalente al 1100.

## Monumenti e luoghi d'interesse
- Chiesa della Santa Trinità. È la più grande chiesa di Bescanuova, in stile barocco del XVIII secolo, il campanile della chiesa è alto 28 metri e risale al 1766.
- Chiesa di San Giovanni Battista. Risale all'XI secolo.
- Chiesa della Madonna del Monte. Costruita all'inizio del XV secolo, si trova alla sommità di 237 gradini.
- Chiesa di Santa Lucia. Nell'edificio è conservata una lapide scritta in glagolitico.

## Società

### La presenza autoctona di italiani
È presente una piccola comunità di italiani autoctoni che rappresentano una minoranza residuale di quelle popolazioni italofone che abitarono per secoli la penisola dell'Istria e le coste e le isole del Quarnaro e della Dalmazia, territori che appartennero alla Repubblica di Venezia. La presenza degli italiani a Bescanuova è drasticamente diminuita in seguito agli esodi che hanno seguito la prima e la seconda guerra mondiale.
Nel censimento croato del 2011, la municipalità contava 1.674 abitanti, dei quali il 93,97% della popolazione di madrelingua croata. Altri gruppi linguistici minoritari sono i gli albanesi, i bosniaci, i serbi e gli sloveni. È presente una modestissima minoranza italiana, lo 0,12% della popolazione complessiva che fa riferimento alla Comunità degli Italiani di Veglia con sede nella città di Veglia.

## Geografia antropica

### Località
Il comune di Bescanuova è diviso in 4 insediamenti (naselja) di seguito elencati. Tra parentesi il nome in lingua italiana, talvolta desueto.
- Baška (Bescanuova), sede comunale
- Batomalj (Batomali o Santa Lucia di Veglia)
- Draga Bašćanska (Bescavalle[6])
- Jurandvor (Giurandvor o San Giorgio[6])

## Galleria d'immagini

Panorama di Bescanuova